# Bonduelle
Die Bonduelle S.A. ist ein 1853 gegründetes Unternehmen mit Sitz in Villeneuve-d’Ascq. Es produziert und vertreibt Konservengemüse, Tiefkühlgemüse, küchenfertige Salatmischungen (Fachbegriff: Fresh-Cut Salate) sowie verzehrfähig zubereitete Salat- und Feinkostprodukte. Das Unternehmen unterhält weltweit 54 landwirtschaftliche Produktionsstandorte und arbeitet mit mehr als 3400 Vertragslandwirten zusammen. Bonduelle bietet seine Lebensmittel in über 100 Ländern an.
Die Mehrheit der Anteile hält die Familie Bonduelle.

## Geschichte

### Von der Gründung bis zur Marke

Generationen der Bonduelle-Familie

Louis Bonduelle-Dalle (1803–1880) und Louis Lesaffre-Roussel (1802–1869), zwei Mitglieder der Bonduelle-Familie, gründeten 1853 in Marquette-lez-Lille eine Getreide- und Wacholderbrennerei. Bis zum Ende des 19. Jahrhunderts zählten sieben Brennereien zum Unternehmen. 1901 wurde es unter drei Erbengruppen aufgeteilt. Ein Erbenzweig setzte das landwirtschaftliche und das Brennerei-Geschäft in Renescure fort. Pierre Bonduelle (1902–1988) und Benoît Bonduelle (1904–1986) gehörten zur vierten Unternehmergeneration und erweiterten in den 1920er Jahren die geschäftlichen Aktivitäten. Sie begannen auf rund 20 Hektar Fläche mit dem Anpflanzen von Erbsen und füllten diese 1926 erstmals in Konservendosen ab.
1936 war die Anbaufläche deutlich vergrößert, sie umfasste 230 Hektar. Die Vermarktung geschah nicht unter eigenem Namen, sondern wurde an die Société la Rochefortaise delegiert, die auch den Ausbau der Anlagen zur Konservierung unterstützte. Der Einmarsch der deutschen Wehrmacht im Frühsommer 1940 brachte die Produktion zum Erliegen. Im Juni 1944 zerstörten alliierte Bombentreffer Teile des Betriebsgeländes. Im Zuge des Wiederaufbaus und der Wiederaufnahme der Geschäfte entschied Bonduelle, seine Konserven unter eigenem Namen zu verkaufen, die Marke Bonduelle entstand 1947. Das zu Konserven verarbeitete Gemüse wurde von einer Anzahl von Landwirten bezogen.

### Wachstum in den Nachkriegsjahrzehnten
Zu Beginn der 1950er Jahre standen die Brüder Pierre und Benoît Bonduelle einem Unternehmen vor, das rund 70 feste Mitarbeiter zählte und rund 300 Hektar Land bewirtschaftete. Auf regionaler Ebene gelangen Zukäufe einiger Produktionsstätten. 1957 entwickelte Bonduelle einen Mix aus Erbsen und Möhren, der mit Erfolg vermarktet wurde und erheblich zur landesweiten Bekanntheit von Bonduelle beitrug. Der Umsatz des Unternehmens belief sich 1953 auf 545 Mio. F, das entsprach etwa 9,2 Mio. Euro; 1961 lag der Umsatz bei 16,223 Mio. F (etwa 20 Mio. Euro).
1963 begann der Bau einer Produktionsanlage in Estrées-en-Chaussée. Die schrittweise Erweiterung machte sie zu einem der weltweit größten Standorte für die Gemüseverarbeitung. Das Unternehmen dehnte die Anbaugebiete, beispielsweise für Erbsen, in den 1960er Jahren über die Picardie aus und nutzte auch Flächen in weiteren französischen Regionen, unter anderem in Nord-Pas-de-Calais, in der Bretagne, in Pays de la Loire, der Île-de-France, in Centre-Val de Loire und in Aquitanien.
1968 nahm das Unternehmen Tiefkühlgemüse in sein Portfolio auf.

### Internationale Expansion
1969 eröffnete Bonduelle im saarländischen Homburg die erste ausländische Tochtergesellschaft. Es folgten solche in Italien (1972) und in Großbritannien (1973). 1973 überschritt der im Ausland erzielte Umsatz 50 Prozent der Gesamterlöse. In der zweiten Hälfte der 1970er Jahre begann die Verarbeitung von Mais. Ab Ende der 1970er, Anfang der 1980er Jahre folgte die Produktion von Champignon-Konserven.
1980 war Bonduelle in Frankreich hinter Cassegrain der zweitgrößte Anbieter von Gemüsekonserven, in Deutschland agierte das Unternehmen als Marktführer, ebenso in den Niederlanden. Bis Ende der 1980er Jahre erreichte das Unternehmen diese Stellung auch in Belgien, unter anderem durch den Kauf von Marie Thumas und Talpe. 1989 übernahm Bonduelle seinen französischen Wettbewerber Cassegrain und erreichte damit auch in seinem Heimatland die Marktführerschaft. 1986 betrat das Unternehmen den spanischen Markt durch Gründung einer Tochtergesellschaft und Kauf einer Tiefkühlkost-Fabrik in Milagro (Navarra). Zwei Jahre später war Bonduelle ebenfalls in Portugal präsent, nachdem es eine Tiefkühlkost-Fabrik in Santarém erworben hatte. 1989 folgte die Gründung einer Tochtergesellschaft in Dänemark.
Nach dem politischen Umbruch reüssierte Bonduelle in den 1990er Jahren auf den Märkten in Mittel- und Osteuropa. Das galt für Deutschlands neue Bundesländer (1990), Tschechien, Polen und Ungarn (1991 bzw. 1992) sowie für Russland und Slowenien (beide 1994).
Brasilien war 1994 das erste Land Südamerikas, in dem Bonduelle eine Tochtergesellschaft gründete. Zwei Jahre später folgte Argentinien. 1997 bildete das französische Unternehmen mit dem chilenischen Partner Iansa ein Joint Venture.
Anfang 1997 übernahm Bonduelle 90 Prozent der Geschäftsanteile des französischen Anbieters Salade Minute. Auf diese Weise ergänzte Bonduelle Konserven- und Tiefkühlgemüse um eine dritte Angebotslinie: frische, verzehrfertige Salate, einschließlich Gemüserohkost und Salat-Komplettzubereitungen (salades traiteurs). Ab 1998 bot das Unternehmen dem breiten Publikum seine entsprechenden Produkte mit den Marken Bonduelle Frais (Frankreich) bzw. Bonduelle Frische (Deutschland) an. Im Jahr 2000 übernahm Bonduelle den Frische-Salat-Anbieter Ciele e Campo, in Italien die Nummer Zwei im Markt; Bonduelle hatte mit diesem Unternehmen bereits seit 1998 zusammengearbeitet.
Seit 1995 nach französischem Recht als Kommanditgesellschaft auf Aktien organisiert, war Bonduelle im Juni 1998 an die Pariser Börse gegangen, um seinen Wachstumskurs zu finanzieren. Bis Herbst 1999 waren 17 Prozent aller Aktien platziert, die Anteilsmehrheit verblieb bei der Gründerfamilie.

### Geschäftsentwicklung seit 2000
2001 erwarb Bonduelle von Unilever Frudesa, eine spanische Marke für TK-Gemüse. Im selben Jahr übernahm Bonduelle Ortobell, den italienischen Marktführer für Frische-Salate, und fusionierte dieses Unternehmen mit Cielo e Campo.
2002 begann der Bau eines Werkes in Straelen am Niederrhein, das seither mehrere Ausbaustufen erlebte. 2002 stärkte Bonduelle auch sein Geschäft mit Champignons. Es kaufte das polnische Unternehmen Inter Champ. Zugleich sicherte sich Bonduelle die Kaufoption für wesentliche Produktionszweige der Muttergesellschaft France Champignon, dem europäischen Marktführer. Diese Übernahmeoption nahm Bonduelle im April 2010 wahr. 2003 erwarb Bonduelle Michel Caugant, einen französischen Spezialisten für Feinkost-Salate. Im selben Jahr übernahm Bonduelle Vita und wurde dadurch in Deutschland Marktführer für frische Fertigsalate. 2007 verlegte die deutsche Tochter ihren Sitz von Homburg nach Reutlingen und nutzte dort fortan die Räumlichkeiten der früheren Vita-Zentrale.
Im südrussischen Nowotitarowskaja eröffnete Bonduelle 2004 eine Konservenfabrik. Im Jahr darauf gab Bonduelle den Vertrieb seiner TK-Produkte im deutschen Lebensmitteleinzelhandel auf, geliefert wurden diese Produkte weiterhin an Großverbraucher. 2006 verkaufte Unilever in Spanien seinen Geschäftsbereich Salto für TK-Gerichte auf Reis- und Gemüsebasis an Bonduelle. Zugleich erwarb Bonduelle 2006 zunächst rund ein Viertel der Anteile von Aliments Carrière, damals kanadischer Marktführer für Konserven und TK-Gemüse. Dessen vollständige Übernahme erfolgte 2007. Seine Position auf dem nordamerikanischen Markt stärkte das französische Unternehmen 2009 durch den Erwerb von Family Tradition (Kanada) und des Gemüse-Bereichs von Omstead (Kanada). Hieran anknüpfend gelang 2012 der Kauf kompatibler Geschäftsbereiche, Vermarktungsrechte und Marken von Allens, einem auf TK-Gemüse spezialisierten Anbieter in den USA.
In Europa übernahm Bonduelle 2008 den belgischen Konservenhersteller La Corbeille. Zum 1. Januar 2009 erwarb Bonduelle ebenfalls Gelagri. Mit beiden Maßnahmen stärkte das Unternehmen seine Position als Produzent von Handelsmarken. In Spanien wurden die Geschäfte 2011 neu geordnet: Die Marken Frudesa und Salto gingen an Findus. Zugleich gründete Bonduelle mit dem belgischen TK-Spezialisten Ardo ein Joint Venture, das den iberischen Markt mit TK-Gemüse versorgen sollte. 2016 übernahm Ardo alle Anteile dieses Gemeinschaftsunternehmens. 2011 eröffnete Bonduelle im norditalienischen San Paolo d’Argon das größte europäische Werk für Frische-Salate, nachdem drei Jahre zuvor ein Brand diesen Standort zerstört hatte. 2012 übernahm Bonduelle den ungarischen Hersteller von Gemüsekonserven Kelet-Food und verfügte mit Nyíregyháza über einen dritten Standort im Land, nach Nagykőrös (seit 1992) und Békéscsaba (seit 2002). Ebenfalls im Jahr 2012 einigte sich Bonduelle mit der Centrale Cooperative Agricole Bretonne (CECAB) auf den Kauf des Russland-Geschäfts dieser Genossenschaftsgruppe.
Das Geschäftsjahr 2014/2015 war das bislang beste in der Unternehmensgeschichte. Der Umsatz belief sich auf 1,981 Mrd. Euro, der Nettogewinn lag bei 69,2 Mio. Euro. Am 23. Februar 2017 gab Bonduelle eine Vereinbarung über den Erwerb von Ready Pac Foods, dem US-Marktführer für Fresh Cut-Salatschalen, bekannt. Es handelte sich um den größten Zukauf in der Geschichte des Unternehmens. Am 18. Juli 2018 gab Bonduelle bekannt, dass es die Übernahme des Geschäftszweiges für verarbeitetes Obst und Gemüse von Del Monte mit Conagra Brands Inc. in Kanada abgeschlossen hat.

## Ausrichtung des Geschäfts

### Kunden
Die Hauptgruppe der Kunden stellen Endverbraucher dar, die über den Lebensmitteleinzelhandel erreicht werden. Das Unternehmen beliefert über Bonduelle Food Service auch Gastronomieunternehmen, also Großverbraucher wie Restaurants, Großküchen, Kantinen oder Catering-Dienstleister. Eine dritte Gruppe sind Industriekunden, ebenfalls beliefert über Bonduelle Food Service.

### Sortiment, Produktbereiche und Marken
Bonduelle bietet weltweit rund 500 Gemüse- und Salatsorten in vier verschiedenen Produktbereichen an:
- Konservengemüse mit den Marken Bonduelle, Cassegrain[62] und Globus[63]
- TK-Gemüse mit den Marken Bonduelle und Artic Gardens[64]
- Frischsalat und -gemüse mit der Marke Bonduelle
- Verzehrfähig zubereitete Salat- und Feinkostprodukte mit der Marke Bonduelle

In Deutschland gehören über 80 Konserven- und 40 Salatprodukte zum Angebot für Endverbraucher. Ferner stehen für Großverbraucher und Industriekunden über 30 Tiefkühlprodukte zur Auswahl.
Neben seinen eigenen Marken produziert Bonduelle auch Handelsmarken, unter anderem für Aldi, Globus oder Kaufland.

## Organisation und Zahlen

### Struktur der Bonduelle-Gruppe

Struktur der Bonduelle-Gruppe

Drei Bonduelle-Familien besitzen gemeinsam die Pierre et Benoît Bonduelle SAS, die als Komplementär der Bonduelle SCA agiert. Die Bonduelle SCA, eine Société en Commandite par Actions (französisches Pendant zur deutschen Kommanditgesellschaft auf Aktien), ist als Holding organisiert. Für das operative Geschäft ist ihre Tochter, die Bonduelle SAS, verantwortlich. Diese ist ihrerseits in fünf business units gegliedert:
- Bonduelle Europe Long Life (BELL): Sie ist zuständig für das Geschäft mit Gemüsekonserven und TK-Gemüse in Europa. Das gilt für die Marken Bonduelle und Cassegrain sowie für Handelsmarken. Die Vertriebskanäle sind der Lebensmitteleinzelhandel, die Gastronomie und das Industriekundengeschäft.
- Bonduelle Fresh Europe (FRESH): Sie ist in Europa zuständig für Frische-Salate und verzehrfähig zubereitete Salat- und Feinkostprodukte mit der Marke Bonduelle bzw. für Handelsmarken. Die Produkte gehen an den Lebensmitteleinzelhandel und die Gastronomie.
- Bonduelle Americas (BAM): Diese unit kümmert sich um die Geschäfte mit Gemüsekonserven und TK-Gemüse in Nord- und Südamerika. Hier geht es um die Marken Bonduelle, Artic Gardens, um Handelsmarken, um Business-to-Consumer-Aktivitäten, das Gastronomiegeschäft und das Geschäft mit Industriekunden.
- Bonduelle Eurasia Markets Development (BEAM): Dieser Bereich deckt alle Geschäftsaktivitäten, Produktbereiche und Vertriebskanäle in Osteuropa ab, insbesondere in Russland, Kasachstan und Belarus. Ferner geht es hier – regional unabhängig – um Fragen der Produkt-, Geschäfts- und Unternehmensentwicklung.
- Bonduelle Fresh Americas (BFA): Diese jüngste unit ist in den USA für Frische-Produkte zuständig.[53]

### Eigentümer und Aktie
Am 26. Juni 1998 ging die heutige Bonduelle S.A. an die Pariser Börse.
Drei Bonduelle-Familien besitzen gemeinsam die Pierre et Benoît Bonduelle SAS. Diese hält gemeinsam mit weiteren Bonduelle-Familien 55,07 Prozent der Aktien.
| Aktionärsgruppe                    | Anteil in % |
| ---------------------------------- | ----------- |
| Familienbesitz                     | 55,07       |
| Eigene Aktien u. Mitarbeiteraktien | 7,7         |
| Streubesitz                        | 37,23       |

### Standorte
Das Unternehmen hat Zentralen (Unternehmenszentrale und Zentralen der business units), Vertriebsstellen und Produktionsstätten in folgenden Ländern:
- Europa: Belgien, Dänemark, Deutschland, Frankreich, Italien, Kroatien, Niederlande, Polen, Portugal, Rumänien, Russland, Spanien, Tschechien, Ukraine, Ungarn
- Nordamerika: Kanada, USA
- Südamerika: Argentinien, Brasilien

### Jahresergebnisse
| Geschäftsjahr endet am 30. Juni | 2014 | 2015 | 2016 |
| ------------------------------- | ---- | ---- | ---- |
| Umsatz                          | 1921 | 1982 | 1968 |
| Betriebsergebnis (EBITA)        | 170  | 188  | 178  |
| Betriebsergebnis (EBIT)         | 103  | 122  | 104  |
| Vorsteuerergebnis (EBT)         | 37,8 | 89,0 | 74,2 |
| Nettoergebnis                   | 15,2 | 69,2 | 53,7 |

## Kritik
Im Jahr 2014 wurde der Konzern wegen illegaler Preisabsprachen von der Europäischen Kommission zu einer Strafe von rund 30 Millionen Euro verurteilt. Zusammen mit den Konkurrenten Lutèce und Prochamp sprach sich Bonduelle zwischen 2010 und 2012 zu Mindestpreisen und zu Ausschreibungen im Bereich Champignonprodukte ab. Betroffen war vermutlich der gesamte europäische Markt, da auch die Eigenmarken von Supermarktketten von den drei Herstellern beliefert wurden. Während Lutèce von einer Strafe verschont blieb, da der Konzern das Kartell selbst anzeigte, wurde Prochamp wegen guter Zusammenarbeit mit den Behörden zu einer abgemilderten Strafe von ca. 2 Millionen Euro verurteilt. Die Konzerne beabsichtigten mit der Kartellbildung einen Preisverfall zu verhindern.
Ende 2022 / Anfang 2023 geriet das Unternehmen durch angebliche aktive Unterstützung der russischen Armee während des Russisch-Ukrainischen Krieges in die Kritik: Bonduelle wurde vorgeworfen, 10.000 Lebensmittelpäckchen an russische Soldaten gesendet und in beigelegten Grußkarten mit Neujahrs-Wünschen der russischen Armee einen „raschen Sieg“ gewünscht zu haben. Bonduelle bestritt dies und wies darauf hin, dass die Fotos, die entsprechende Bonduelle-Konserven zeigten, gefälscht seien. An seinem Russland-Geschäft wolle man aber grundsätzlich weiterhin festhalten.

## Sonstiges

### Technische Entwicklungen
Bonduelle entwickelte zusammen mit Tetra Pak das Verpackungssystem Tetra Recart, von Bonduelle auch Trendbox genannt. In dieser Verpackungsform bot Bonduelle ab 2003 unterschiedliche Gemüse-Produkte an, in Deutschland bis 2008.
Nach mehrjähriger Entwicklung erfolgte 2009 in einigen Ländern die Einführung von Bonduelle Vapeur. Konservengemüse wird dabei mit einem besonderen Bedampfungsverfahren haltbar gemacht, das Nährstoffe und Vitamine schone.
Ardagh und Bonduelle brachten 2013 eine neue Konservendose auf den Markt. Sie benötigte 15 Prozent weniger Material als bisherige Dosenformate und kommt ohne Bördelung aus.

### Werbung
1985 führte Bonduelle den in Frankreich bekannten Wahlspruch Quand c’est bon, c’est Bonduelle ein. Bereits 10 Jahre früher warb Bonduelle in Deutschland mit dem Slogan Bonduelle ist das famose Zartgemüse aus der Dose, den die für Bonduelle in Deutschland langjährig tätige Werbeagentur Robert Pütz entwickelt hatte. Diesen Vers illustrierte Tomi Ungerer.
Seit Anfang 2016 nutzt Bonduelle Deutschland den Claim „Gemüse lecker leicht gemacht“ und kommt bei einem Marktanteil von fast 18 Prozent (Konservengemüse) bzw. 14 Prozent (Frische-Salate) auf eine gestützte Markenbekanntheit von 94 Prozent.

### Engagement und Auszeichnungen
2004 wurde die Stiftung Louis Bonduelle gegründet. Hintergrund war nach eigenen Angaben der Wunsch der Bonduelle-Gruppe, im Bereich der Ernährung zur Förderung der öffentlichen Gesundheit beizutragen, insbesondere in jenen Ländern, in denen Bonduelle aktiv ist.
Bonduelle ist mehrfach ausgezeichnet worden. So erhielt das Unternehmen beispielsweise 1987 den Prix de la communication durch das französische Außenhandelsministerium. 2002 verlieh Christian Poncelet, Präsident des französischen Senats, Christophe Bonduelle den Prix génération Éponymes für das Wirken des Familienunternehmens Bonduelle.
Das Conseil supérieur de l’Ordre des experts-comptables (Oberste Rat des Verbands der Steuerberater) zeichnete Bonduelle 2016 für seine Aktivitäten im Bereich der Corporate Social Responsibility aus.
2015 gehörte Bonduelle in Deutschland zu den Superbrands. In Polen erhielt Bonduelle diese Auszeichnung 2013.

## Anhang